# 장성 백양사 비자나무 숲
장성 백양사 비자나무 숲(長城 白羊寺 비자나무 숲)은 전라남도 장성군 백양사에 있는 비자나무 숲이다. 대한민국의 천연기념물 제153호로 지정되어 있다. 백양사 주변에 높이 8 ∼ 10미터에 달하는 비자나무 5,000여 그루가 숲을 이루고 있다. 비자나무가 자라는 가장 북쪽에 있는 숲이라고 해서 그 가치를 인정받아 천연기념물로 지정되었으나, 현재는 이 지역보다 더 북쪽에 있는 내장산에서도 비자나무 숲이 발견되었다.

## 개요
비자나무는 우리나라의 내장산 이남과 일본 등에서 자란다. 나무의 모양이 아름다워 관상용으로 많이 이용되며, 열매는 구충제 및 변비 치료제나 기름을 짜는데 쓰인다.
백양사 비자나무 분포 북한지대는 전라남도 장성의 백양사(白羊寺) 주변에 8∼10m에 달하는 비자나무 5,000여 그루가 숲을 이루고 있는 곳이다. 이 숲이 천연기념물로 지정될 당시에는 비자나무가 자라는 가장 북쪽에 있는 숲이라고 해서 그 가치를 인정받았으나, 현재는 이 지역보다 더 북쪽에 있는 내장산에서도 비자나무 숲이 발견되었다.
이 숲이 형성된 유래는 고려 고종(재위 1213∼1259) 때 각진국사(覺眞國師)가 당시 유일한 구충제였던 비자나무 열매로 가까운 마을 사람들을 구하기 위해 절 주변에 심었다고 하며, 실제로 1970년대까지도 스님들은 열매를 거두어 사람들에게 나누어 주었다고 한다.
백양사 비자나무 분포 북한지대는 우리 선조들이 비자나무 열매를 의약재료로 사용한 생활문화의 일면을 엿볼 수 있는 자료로서의 가치가 매우 크다. 또한 비자나무가 자랄 수 있는 북쪽 한계지역에 있는 대표적인 숲이므로 식물분포학적 가치가 인정되어 천연기념물로 지정·보호하고 있다.

## 같이 보기
- 비자나무

## 참고 자료
- 장성 백양사 비자나무 숲 - 국가유산청 국가유산포털